# الفيل والتنين
كتاب الفيل والتنين: صعود الهند والصين ودلالة ذلك لنا جميعا، صدر عن سلسلة عالم المعرفة عدد شهر يناير 2009 التي تصدر عن المجلس الوطني للثقافة والفنون والآداب، من تأليف "روبين ميريديث" وترجمة شوقي جلال.
يرصد المؤلف تاريخ التجربتين الهندية والصينية، حاولت أن تجعل منهما في الختام عامل حفز لإعادة ترسيخ القدرة التنافسية لأمريكا، عن طريق جعلها تنظر للصين والهند نظرتها السابقة للاتحاد السوفيتي، حتى لا تسبقانها في مجالات التنمية المختلفة.

## وصلات خارجية
- ملخص لكتاب "الفيل والتنين"
- عرض للكتاب على موقع إسلام أون لاين